# 남아메리카나무타기쥐속
남아메리카나무타기쥐속 또는 리피도미스속(Rhipidomys)은 비단털쥐과 목화쥐아과에 속하는 설치류 속의 하나이다. 21종으로 이루어져 있다.

## 하위 종
| - 알부자나무타기쥐 (R. albujai) - 남부나무타기쥐 (R. austrinus) - 카리리나무타기쥐 (R. cariri) - 카우카나무타기쥐 (R. caucensis) - 쿠스나무타기쥐 (R. couesi) - 동부아마존나무타기쥐 (R. emiliae) - 담황색배나무타기쥐 (R. fulviventer) - 가드너나무타기쥐 (R. gardneri) | - 이푸카스나무타기쥐 (R. ipukensis) - 하늘나무타기쥐 (R. itoan) - 넓은발나무타기쥐 (R. latimanus) - 흰발나무타기쥐 (R. leucodactylus) - 맥코넬나무타기쥐 (R. macconnelli) - 세하두나무타기쥐 (R. macrurus) - 대서양림나무타기쥐 (R. mastacalis) - 페루나무타기쥐 (R. modicus) | - 기아나나무타기쥐 (R. nitela) - 노랑배나무타기쥐 (R. ochrogaster) - 큰콜롬비아나무타기쥐 (R. similis) - 투리미키레나무타기쥐 (R. tenuicauda) - 트라이브나무타기쥐 (R. tribei) - 베네수엘라나무타기쥐 (R. venezuelae) - 메리다고지대나무타기쥐 (R. venustus) - 베첼나무타기쥐 (R. wetzeli) |